# Renault 25
Renault 25 je automobil francuski marke Renault i proizvodi se već od 1984. – 1992. godine.

## Motori
- 2.0 L, 76 kW (103 KS)
- 2.0 L, 88 kW (120 KS)
- 2.0 L, 103 kW (140 KS)
- 2.2 L, 79 kW (107 KS)
- 2.2 L, 89 kW (121 KS)
- 2.5 L turbo, 133 kW (181 KS)
- 2.5 L turbo, 151 kW (205 KS)
- 2.7 L, 104 kW (141 KS)
- 2.8 L, 110 kW (150 KS)
- 2.1 L dizel, 46 kW (63 KS)
- 2.1 L turbo dizel, 63 kW (86 KS)